# Magnus (släkt)

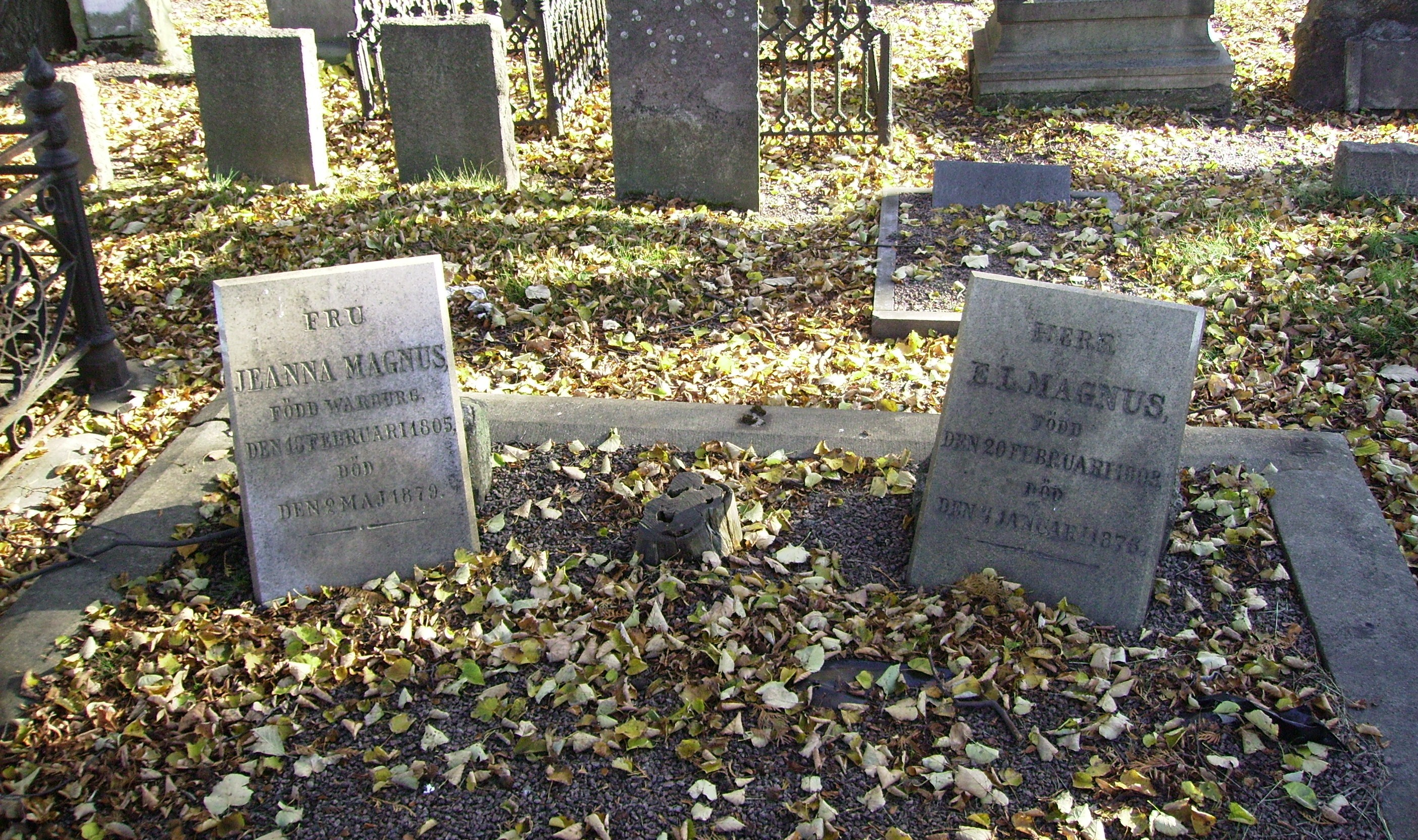
Emanuel Lazarus Magnus (1803-1876) med hustru Jeanna (född i släkten Warburg) på Mosaiska kyrkogården vid Svingeln.

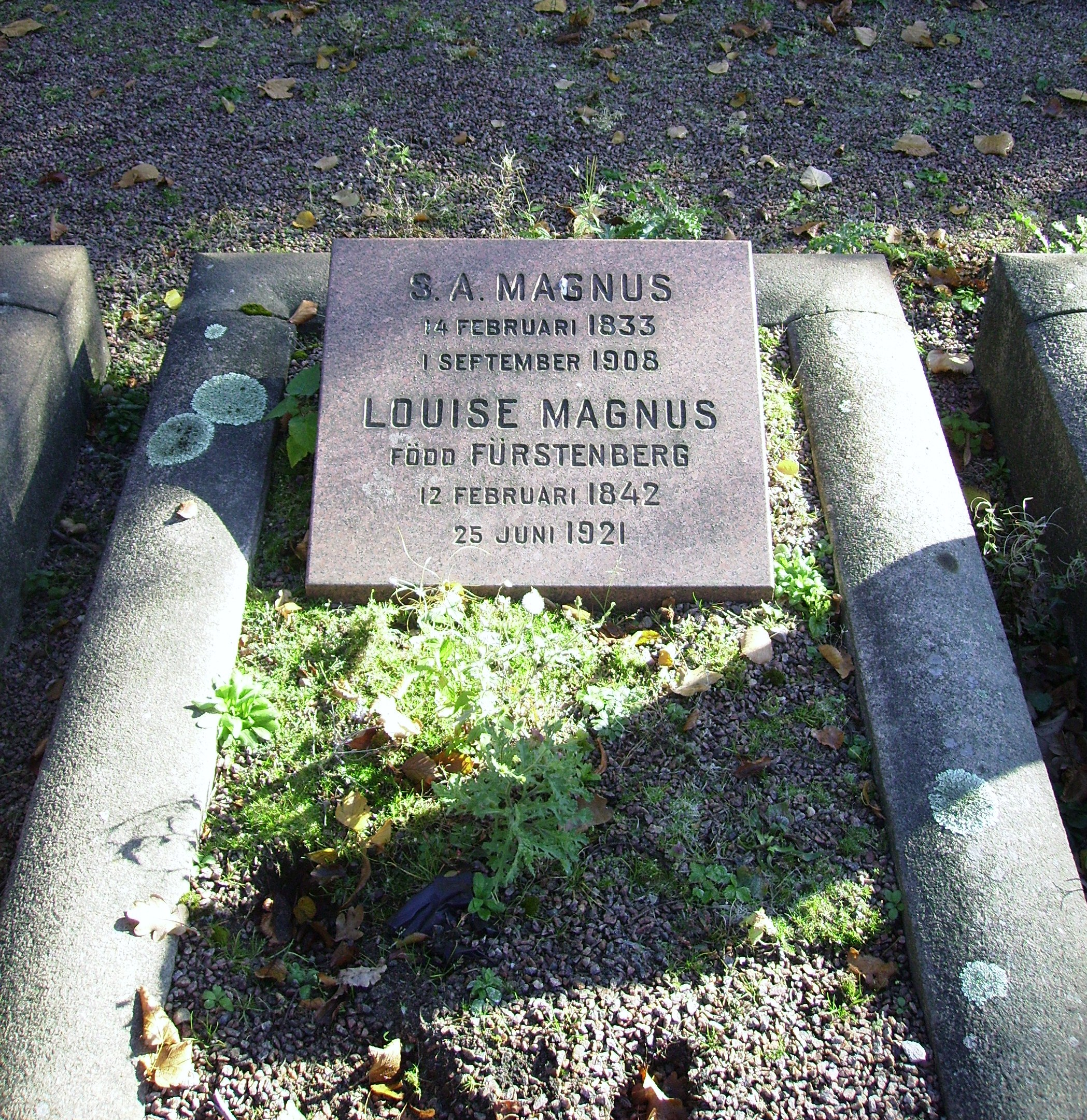
Simon Albert Magnus(1837-1908) på Mosaiska kyrkogården vid Svingeln.

Magnus är en svensk släkt med judiska rötter. 
Som en av de första judarna till Sverige ankom Elias Magnus (1730-1797) till Marstrand tack vare frihamnsförordningen 1775. Han blev 1784 åtminstone den förste skyddsjuden i Sverige. I Stockholm idkade han tobaksindustri. Flera medlemmar ur släkten Magnus kom att göra stora insatser i Sverige, inte minst inom näringslivet och som mecenater och donatorer.

## Kända medlemmar
- Elias Magnus (1730-1797), invandrade till Marstrand från Mecklenburg i Tyskland och idkade handel Markstrand såväl som Stockholm.
  - Emanuel Magnusson Magnus (1764-1802), entreprenör för kadetternas mathållning vid Karlberg.
  - Jacob Magnusson Magnus (1767-1844), handlande i Stockholm.
  - Blomma Josephson (1770-1839), gifte sig med Abraham Josephson från den kända judiska släkten Josephson. Abraham Josephson konverterade till kristendomen medan Blomma Josephson behåll den mosaiska tron livet ut.
    - Jacob Elliot (1808-1881), flyttade till Göteborg och blev en framgångsrik handelsman och direktör. Jacob Elliot var den enda av Blommas barn som inte konverterade till kristendomen.

  - Joseph Magnusson Magnus (1775-1847), grosshandlare i Stockholm.
  - Aron Magnusson Magnus (1774-1850), bildade tillsammans med Aron von Reis textilföretaget van Reis & Magnusson som anställde 1000 personer på 1820-talet. År 1822 blev Aron Magnus och Aron van Reis svenska medborgare. Aron Magnusson Magnus sonsons son i Stockholm antog namnet Erik Magnusson Magnéus (1892-1975).
  - Lazarus Elias Magnus, grosshandlare och entreprenör i Göteborg. Lazarus Elias Magnus grundade bl.a. ett sockerbruk vilket ledde till att familjen så småningom blev delägare i D. Carnegie & Co.
    - Eduard Magnus (1800-1879), framgångsrik affärsman och bankir i Göteborg som vid sin död var en av landets rikaste personer. Eduard Magnus var bl.a. med och grundade Göteborgs Privatbank och finansierade Holmens bruks och fabriks AB.
      - Göthilda Fürstenberg (1837-1931), var en svensk konstsamlare och filantrop som tillsammans med sin make Pontus Fürstenberg blev känd som en av Sveriges mest betydande konstmecenater. Göthilda Magnus donerade bl.a. år 1879 300 000 kr till grundandet av stiftelsen Magnus minne (faderns Eduard Magnus minne) vars syfte var att bistå fattiga i Göteborg med fria bostäder.

    - Moritz Lazarus Magnus (1803-1841), kompanjon till Aron Magnusson Magnus svärson Jacob Hartvig, som i sin tur var svärfar till professor Elias Heyman.
    - Emanuel Lazarus Magnus (1803-1876), bildade tillsammans med Abraham Josephson firman Emanuel Magnus & Co. Liksom brodern Eduard Magnus och svågern Morris Jacobsson var han 1854 bland de tio grundarna av Holmens bruks och fabriks AB.
      - Adolf Eduard Magnus (1836-1914), grundade 1878 en läderfirma i Göteborg som etablerade kontor runtomkring i Sverige. Han ägde bland annat Almekärr herrgård i Lerum. Vidare donerade han olika versioner av August Strindbergs Mäster Olof till Göteborgs universitetsbibliotek.
        - Siri Magnus-Lagercrantz (1875-1944), gift med Otto Lagercrantz. Siri Magnus var vän med Albert Engström, som fadern Adolf Eduard Magnus gynnade.

      - Simon Albert Magnus (1837-1908)
      - Eduard Otto Magnus (1835-1907)
      - Ernst Samuel Magnus (1841-1919), gift med Henriette Magnus som 1919 stiftade Ernst och Henriette Magnus kammarmusikfond.
        - Erik Louis Magnus (1884-1969), ingenjör och direktör för Fabriken Tomten i Göteborg. Vidare hade han styrelseuppdrag i Göteborgs botaniska trädgård och Göteborgs naturhistoriska museum.
        - Lisa Magnus (1876-1957), gift med Herman Mannheimer som var direktör för Skandinaviska Banken.
        - Göthilda Magnus (1879–1973), gift med advokaten Sam de Maré